# Toutatis
Toutatis (eller, som det oftest staves: Teutates) var én af de gamle, keltiske guder. Han blev tilbedt både af ø-kelterne og af gallerne på fastlandet. Navnet betyder "Stammens far". Toutatis var gud for krig, vækst og rigdom. Den mærkelige sammenstilling skyldes, at alle disse områder er væsentlige for stammens enhed og harmoni, som var hans egentlige virkefelt.
Udtrykket "Ved Teutates" bliver ofte brugt i Asterix-tegneserierne og -filmene.